# Цеберка (відро)

Цеберка. Полтавщина. ХІХ ст.

Цебе́рка, цебе́рко (від «цебро») — переважно дерев'яна, дещо конічна посудина з дужкою для носіння і зберігання води та іншої рідини; відро. Разом з тим, зустрічаються й металеві, довгасті (вищі за звичайні відра) цеберки. Цеберка має більший, ніж звичайне відро об'єм.